# Thereutis arcana
Thereutis arcana är en fjärilsart som beskrevs av Edward Meyrick 1892. Thereutis arcana ingår i släktet Thereutis och familjen bronsmalar. Inga underarter finns listade i Catalogue of Life.